# Heliodon
Heliodon (лат.) — род мух-журчалок из подсемейства Microdontinae (Syrphidae). Юго-Восточная Азия. 8 видов. Родовое название состоит из греческих слов helios (солнце) и odon, причем последняя часть используется в качестве суффикса, полученного от рода муравьиных журчалок (Microdon). Первая часть была выбрана, чтобы подчеркнуть восточное («где восходит солнце») распространение рода.

## Описание
Мелкие мухи, длина тела 8—12 мм. Жилка R4+5 переднего крыла с задним аппендиксом-отростком. Постпронотум волосистый. Проплевры голые. Анэпистерна почти целиком опушена, самое большее вентрально с небольшой голой частью.
Среднеспинка с неполным поперечным швом. Базофлагелломеры короче скапуса. Тергит 1 длинный: отношение длины к ширине от 1:1,4 до 1:2. Тергит 2: передний край менее чем в 1,5 раза шире заднего края. Тело не полностью металлически зелёное или синие. Глаза самцов разделённые на вершине (дихоптические). Крыловая жилка R2+3 сильно изогнута в базальной части.
- Heliodon chapini (Hull, 1941)
- Heliodon doris Reemer, 2013
- Heliodon elisabeth (Keiser, 1958)
- Heliodon elisabethanna Reemer, 2013
- Heliodon gloriosus (Hull, 1941)
- Heliodon klossi (Curran, 1931)
- Heliodon tiber Reemer, 2013
- Heliodon tricinctus (Meijere, 1908)